# Petra Uhlig
Petra Uhlig   (Penig, 22 de juliol de 1954) fou una jugadora d'handbol alemanya que va competir sota bandera de la República Democràtica Alemanya durant la dècada de 1970.
El 1976 va prendre part en els Jocs Olímpics de Mont-real, on guanyà la medalla de plata en la competició d'handbol, i quatre anys més tard, als Jocs de Moscou, guanyà la medalla de bronze.
En el seu palmarès també destaquen tres campionats del món d'handbol, el 1971, 1975 i 1978. Jugà un total de 282 partits internacionals per a la RDA, en què va marcar 487 gols.
A nivells de clubs jugà al SC Leipzig, club amb el qual guanyà la lliga alemanya de 1973 i la Copa d'Europa de 1974.